# Kabuki
Kabuki (歌舞伎) ou cabúqui é uma forma de teatro japonês, conhecida pelo drama estilizado e a elaborada maquilhagem utilizada pelos atores. O significado individual de cada ideograma é canto (ka) (歌), dança (bu) (舞) e habilidade (ki) (伎), e por isso a palavra kabuki é por vezes traduzida como "a arte de cantar e dançar". Esses ideogramas, entretanto, são o que se chamam de ateji (ideogramas usados apenas com sentido fonético) e não refletem a mesma etimologia da palavra. Acredita-se, de facto, que "kabuki"  derive do verbo kabuku, que significa aproximadamente "transgredir" ou "estar fora da norma", donde se depreende o sentido de teatro de "vanguarda" ou teatro "bizarro". A sua origem remonta ao início do século XVII e à chegada a Quioto de Izumo no Okuni, a auto-proclamada miko (nome das sacerdotisas e invocadoras de espíritos a serviço dos templos shinto) com o seu corpo de dançarinas, com os seus figurinos provocatórios (em que a indumentária cristã, copiada dos viajantes portugueses se misturava aos atributos tradicionais dos samurais — e isto tudo vestido por muheres) e os seus números "bizarros" (kabuki) em que antigas danças de cariz religioso eram parodiadas com acentuações de ousada sensualidade. Muito cedo passou esta forma de intervenção artística a figurar como espectáculo de geishas nos lupanares e bordéis de Quioto. Ao longo do século XVII, o Kabuki (cujas formas sofreram uma rápida evolução) foi objecto de sucessivas proibições e reformulações legalmente impostas que tiveram como efeito a interdição, primeiro das  mulheres, depois dos jovens rapazes que as substituiram no palco kabuki, por veicularem ambos uma sensualidade desalinhada com o rígido código moral samurai. Até ao século XX, apenas homens puderam pisar o palco kabuki. Contemporaneamente, o kabuki tornou-se um espectáculo popular que combina realismo e formalismo, música e dança, mímica, encenação e figurinos, implicando numa constante integração entre os atores e a plateia.
Desde 2008 que o teatro Kabuki integra a lista representativa do Património Cultural Imaterial da Humanidade.

## História do kabuki

### 1603-1629:kabukifeminino

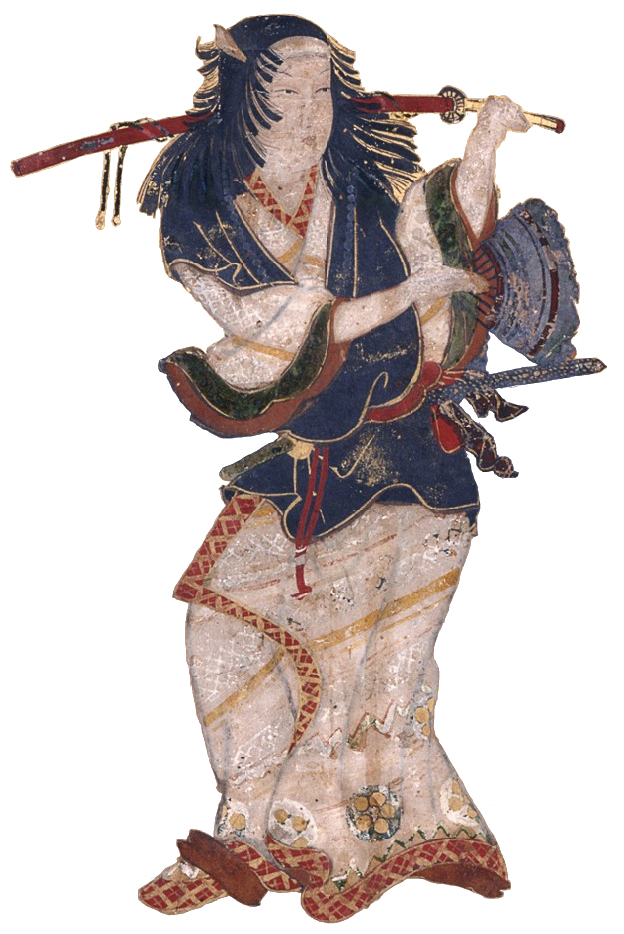
O mais antigo retrato de Izumo no Okuni, fundadora do kabuki (1600).

A história do kabuki começou em 1603, quando Okuni, uma miko do santuário Izumo Taisha, passou a executar um novo estilo de dança dramática em Kyoto. Atrizes representavam papéis tanto masculinos quanto femininos em encenações cómicas sobre a vida cotidiana. O estilo conquistou popularidade instantânea; Okuni foi inclusive convidada para se apresentar na Corte Imperial. O Japão estava sob o controlo do Shogunato Tokugawa, liderado por Tokugawa Ieyasu. No despertar de tal sucesso, trupes rivais formaram-se rapidamente e o kabuki nasceu como uma dança dramática de conjunto executada por mulheres, numa composição muito diferente da sua representação moderna. Muito do seu apelo advinha das sensuais e sugestivas performances realizadas; um grande número de atrizes estavam comummente dispostas à prostituição; e os membros masculinos da audiência podiam requerer livremente os serviços destas mulheres. Por esta razão, durante o período Edo, o kabuki era também escrito como (歌舞妓, lit. cantora prostituta e dançarina).
O kabuki tornou-se uma forma comum de entretenimento no estilo de vida Ukiyo, em distritos como Yoshiwara - uma zona de meretrício em Edo. Este tipo de práticas urbanas e todo o mal que dele advinha, especialmente pela variedade de classes sociais que se misturavam em performances de kabuki, não passou despercebido ao shogunato. As mulheres do kabuki, designadas de onna-kabuki, foram proibidas dessas práticas em 1629 por serem demasiado eróticas. Após as onna-kabuki, rapazes executavam performances de Wakashū-kabuki, porém, desde que passaram a ser elegíveis para a prostituição, o governo shogun baniu-os também desse tipo de práticas. O kabuki foi então executado por atores adultos do sexo masculino, chamados Yoro-kabuki, em meados da década de 1600. Os atores masculinos interpretavam papéis tanto masculinos como femininos. O teatro permaneceu popular e manteve um foco do estilo de vida urbana até aos tempos modernos. No entanto, o kabuki foi praticado por todo o ukiyo, assim como noutras partes do país; a Nakamura-za, Ichimura-za e Kawarazaki-za tornaram-se os principais palcos do ukiyo, onde algumas das performances do kabuki mais bem sucedidas foram e ainda são realizadas.

### 1629-1673: Transição parayarō-kabuki
O kabuki moderno masculino, conhecido por yarō-kabuki (jovem kabuki), desenvolveu-se durante estas décadas. Depois das mulheres terem sido proibidas de realizar esta forma de teatro, os atores masculinos praticavam o crossdresser, conhecidos como onnagata (papel de mulher) ou oyama. Os jovens (adolescentes) eram escolhidos para o papel de mulheres, considerada a sua aparência menos masculina e voz não tão grave em comparação com os homens adultos. Além disso, os papéis dos Wakashū (adolescente masculino), desempenhados pelos jovens tornou-se comum entre a sociedade japonesa e muitas vezes eram apresentados inclusive num diferente contexto erótico. Juntamente com a mudança de sexo do ator surgiu também uma alteração na performance original: o aumento do stress foi acrescentado no drama ao invés da dança. As performances eram igualmente obscenas e os atores do sexo masculino também estavam disponíveis para a prostituição (em serviços tanto para o sexo feminino como para clientes do sexo masculino). O público tornou-se frequentemente desordeiro, e conflitos surgiam ocasionalmente, por vezes sobre os favores de um jovem ator particularmente esbelto, levando a que o shogunato proibisse primeiro as representações dos onnagata e posteriormente dos wakashū. Ambas as proibições foram rescindidas no ano 1652.

### 1673-1735: A era Genroku
Durante a era Genroku o kabuki floresceu. A estrutura das peças kabuki foi formalizada nesse período, assim como muitos elementos de estilização. Os tipos convencionais de personagens foram determinados. O teatro kabuki e o ningyô jôruri – forma elaborada de teatro de bonecos que veio a ser conhecida mais tarde como bunraku – tornaram-se estreitamente associados um com o outro nessa época e desde então têm-se influenciado mutuamente em seus desenvolvimentos. O famoso dramaturgo Chikamatsu Monzaemon, um dos primeiros a escrever profissionalmente textos dramáticos de kabuki, produziu muitos trabalhos influentes, embora a peça tida como mais significativa de sua obra, Sonezaki Shinju (Os suicídios de amor em Sonezaki), tenha sido originalmente escrita para bunraku. Como muitas outras peças de bunraku, entretanto, essa foi adaptada para kabuki e inspirou muitos "imitadores": de fato, conta-se que essa e outras peças similares causaram tantos casos reais de suicídio copiados do drama, que o governo proibiu as shinju mono (peças sobre suicídio duplo de amantes - aliás, curiosa semelhança com Romeu e Julieta) em 1723. Ichikawa Danjuro I também viveu nessa época, a quem se atribui o desenvolvimento das poses mie e da maquilagem kumadori, que simulava máscaras.
Em meados do século XVIII o kabuki perdeu temporariamente a preferência do público das classes mais baixas em favor do bunraku. Isso aconteceu em parte por causa da emergência de muitos bons dramaturgos de bunraku na época. Nada digno de nota aconteceu no desenvolvimento do kabuki, até o fim do século, quando a forma voltou a emergir.

### Kabukiapós a Restauração Meiji
As grandes mudanças culturais começaram em 1868, com queda do Shogunato Tokugawa. A supressão da classe dos samurais e a abertura do Japão ao ocidente ajudaram a ativar esse reflorescimento. Como a cultura lutava para se adaptar à nova situação de não-isolamento, os atores batalharam para elevar a reputação do kabuki entre as classes mais altas e para adaptar os estilos tradicionais aos novos gostos. Os esforços nesse sentido deram frutos, quando a 21 de abril de 1887, o Imperador Meiji participou de uma das performances. Durante a Segunda Guerra Mundial, muitas casas de kabuki foram destruídas por bombardeamentos e as forças de ocupação baniram as apresentações de kabuki por um breve período depois da guerra. Em 1947, no entanto, a proibição já havia sido revogada e as apresentações recomeçaram.

### OKabukina atualidade
Após a Segunda Guerra Mundial momentos difíceis sentiram-se no kabuki. Além da devastação material que a guerra causou, muitos rejeitaram os estilos e pensamentos do passado, entre os quais a prática do kabuki. Entretanto, produções populares e inovadoras do kabuki clássico, dirigidas pelo diretor Tetsuji Takechi, são atualmente creditadas por trazer um renascimento do interesse sobre a arte na região de Kansai. Várias estrelas populares renasceram com participações emotivas através das realizações de Takechi entre as quais Nakamura Ganjiro III (nascido em 1931) que se enquadra como uma figura principal desde então. Este era inicialmente conhecido por Nakamura Senjaku, e neste período em Osaka, o kabuki tornou-se conhecido como "A Era de Senjaku" em sua honra.

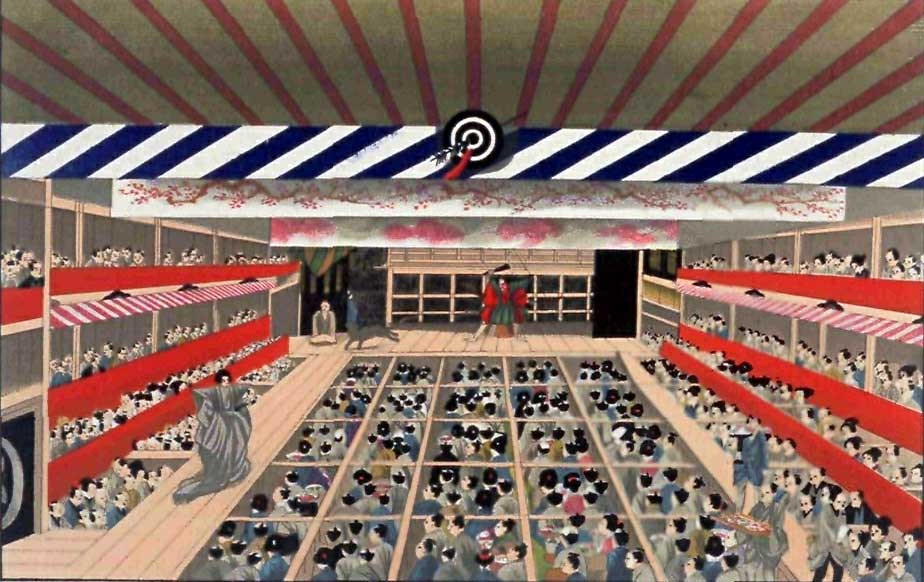
Encenação kabuki, (cerca de 1860)

No Japão moderno, o kabuki continua relativamente em voga, sendo a arte mais popular dos estilos tradicionais de drama japonês - e vários dos seus atores adquirem frequentemente trabalhos tanto na televisão como no cinema. Um exemplo, é o conhecido onnagata Bandō Tamasaburō V que teve aparições em peças de teatro e filmes, às vezes em interpretando papéis femininos. Esta arte surge em várias obras de cultura popular japonesa, como por exemplo em animes. Para além das grandes obras teatrais realizadas em Tóquio e Kyoto, existem outros teatros menores por todo o país, nomeadamente em Osaka. Em Ōshika, província de Nagano, por exemplo, a trupe Ōshika Kabuki possui aí a sua sede.
Algumas trupes de kabuki usam atualmente atrizes nos papéis de onnagata. O Ichikawa Kabuki-za, por exemplo, é uma trupe só de mulheres formada depois da Segunda Guerra que apesar dos seus esforços, não consegue iniciar uma nova tendência.
A introdução de guias com fones de ouvido em 1975, incluindo uma nova versão em inglês em 1982, concedeu grande proporção ao apelo da arte. Como resultado, em 1991, o Teatro de Kabuki-za, um dos mais conhecidos teatros kabuki de Tóquio, realizou várias performances durante todo o ano e em 2005, começou a comercializar filmes de cinema do kabuki. As trupes visitam regularmente países da Ásia, Europa e América, e tem havido várias produções com temas sobre um contexto canónico de peças ocidentais, como as de Shakespeare. Dramaturgos e romancistas ocidentais têm experimentado temas do kabuki, como é exemplo Hiroshima Bugi (2004) de Gerald Vizenor. Enquanto isso, o escritor Yukio Mishima inovou e popularizou o uso do kabuki em ambientes modernos e fez reviver outras artes tradicionais como o Noh, adaptando-os aos contextos da atualidade. Houve inclusive, trupes de kabuki estabelecidas em outros países, fora do Japão. Na Austrália, a trupe Za Kabuki na Universidade Nacional da Austrália, realiza um drama kabuki em cada ano desde 1976, considerado o maior desempenho de kabuki fora do Japão.
Em 2003 uma estátua de Okuni foi construída perto de Kyoto, e a 24 de novembro de 2005 o teatro kabuki foi proclamado e em 2008 inscrito pela Terceira Sessão do Comité Intergovernamental (3.COM), como Obra-prima do Património Oral e Imaterial da Humanidade da UNESCO.

## Elementos dokabuki

### Cenografia

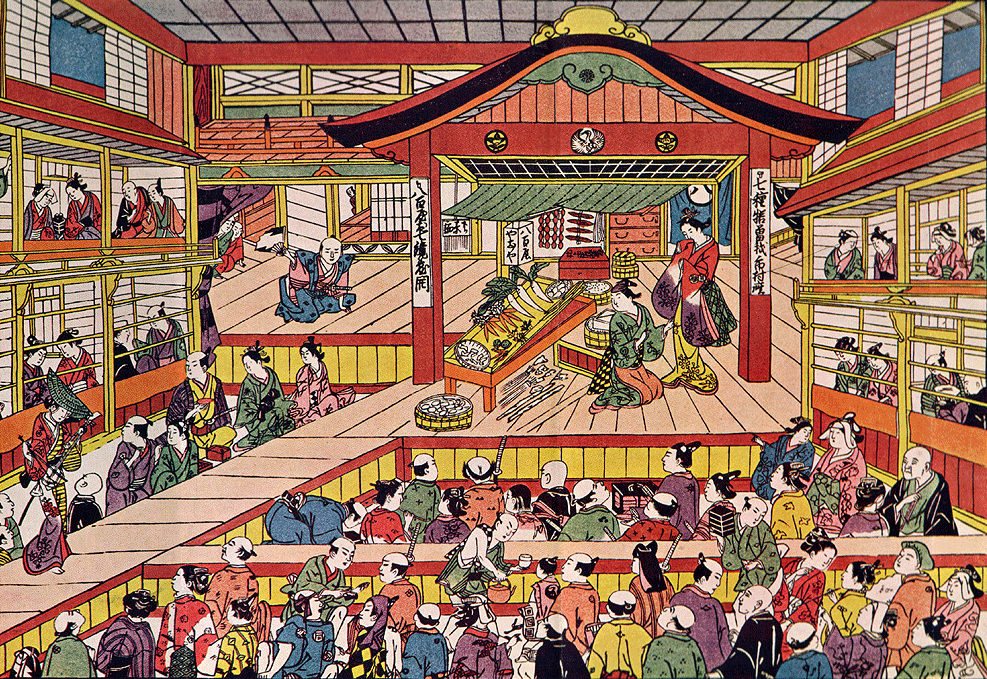
Shibai Ukie ("A cena de um jogo") por Masanobu Okumura (1686-1764), retratando o teatro Ichimura-za em Edo, no início da década de 1740.

O palco do kabuki apresenta uma extensão chamada de hanamichi (花道, lit. "caminho florido"); uma seção extra usada no palco do kabuki que consiste numa plataforma comprida e elevada, à esquerda do tablado que se estende desde o fundo do teatro, pelo meio da plateia, até ao palco principal, através do qual as entradas e saídas dramáticas são realizadas. Para além dessas funções, o hanamichi pode também servir para solilóquios e cenas paralelas à ação principal. O hanamichi foi usado pela primeira vez em 1668 no teatro Kawarazakiza-za, em Edo, na forma de um palanque de madeira simples, que não era usado na encenação mas que permitia que os atores fossem até a plateia para receber flores. O estilo moderno de hanamichi, às vezes chamado honhanamichi ("caminho principal das flores"), tem dimensões padronizadas e foi concebido originalmente em 1740. Alguns teatros começaram a fazer uso de um hanamichi secundário, no lado direito da plateia, com metade da largura do honhanamichi à esquerda.
Embora seja raramente usado para as ações principais de uma peça de teatro, muitos dos mais dramáticos ou famosos momentos dos personagens ocorrem durante as entradas ou saídas pelo hanamichi, e uma vez que atravessa a plateia, isso proporciona ao espectador uma experiência mais íntima do que a que normalmente ocorre em outras formas de teatro tradicional. Os palcos e teatros de kabuki tornaram-se tecnologicamente mais sofisticados. Inovações como a utilização de palcos giratórios e cortinas, introduzidas no século XVIII, incrementaram bastante a cenografia dos espectáculos de kabuki. Neste estilo, como em alguns outros géneros de artes cénicas japonesas, as trocas de cenário são feitas no meio da cena, com os atores no palco e as cortinas abertas. Contra-regras correm pelo palco colocando e tirando as peças de cenário; esses contra-regras, conhecidos como kuroko, vestem-se sempre de preto e são tradicionalmente considerados "invisíveis".

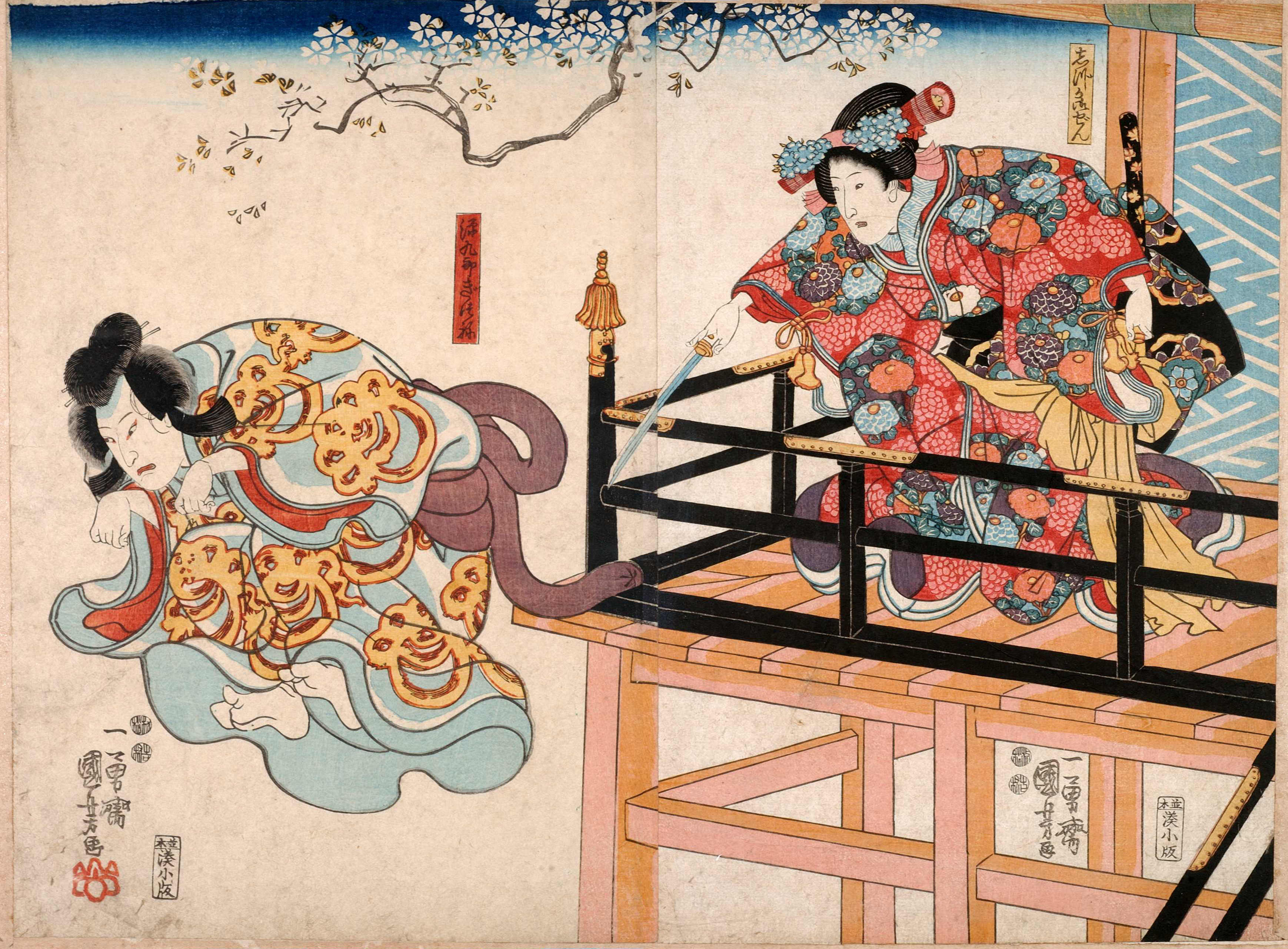
Chūnori: Kunitarō Sawamura II interpretando Kitsune Tadanobu (esquerda) voando sobre o palco. Uma produção de 1847 por Yoshitsune Senbon Zakura.

Existem três categorias principais de peças kabuki: jidai-mono (peças "históricas" ou anteriores ao período Sengoku) , sewa-mono ("domésticas" ou pós-Sengoku) e shosagoto (peças de dança). Os mie e a maquilhagem são características importantes do kabuki. Os mie são poses pitorescas que o ator sustenta para compor seu personagem. Mie significa "aparência" ou "visível", em japonês. É um momento em que o ator pára congelado numa pose. O propósito é expressar o auge das emoções de um personagem. Os olhos do ator se abrem o máximo possível; se o personagem tiver que parecer agitado ou nervoso o ator chega a ficar zarolho. A maquilhagem (ou keshô) é um elemento do estilo facilmente reconhecível, mesmo por quem não está familiarizado com esta forma de arte. O pó de arroz é usado para criar a base branca oshiroi. O kumadori acentua ou exagera as linhas faciais para produzir as máscaras dramáticas usadas pelos atores, de expressões sobrenaturais ou animalescas.
Um número de truques cenográficos que inclui o rápido aparecimento e desaparecimento dos atores em cena são frequentemente utilizados. O termo keren (外连), muitas vezes traduzido como "jogo para a galeria", é por vezes empregue como termo genérico para esses mesmos truques. O hanamachi e várias inovações, incluindo o palco rotativo, seri (迫) e o chunori (宙乗り, "cavalgando sobre o ar") têm contribuído para a apresentação do kabuki. O hanamachi concede profundidade ao palco, enquanto que os seri e chunori concedem uma dimensão vertical à cena.